# Natan Smolar
Natan Smolar (ur. w 1901 w Zambrowie, zm. w 1943) – polsko-żydowski nauczyciel, a w czasie okupacji niemieckiej współpracownik grupy Oneg Szabat.

## Życiorys
Ukończył seminarium nauczycielskie w Wilnie. Był członkiem partii Poalej Syjon-Lewica. W okresie dwudziestolecia międzywojennego uczył języka żydowskiego. 
Po wybuchu II wojny światowej uciekł na wschód i osiadł w Białymstoku, gdzie pracował jako nauczyciel, zaś po zajęciu tego miasta przez Niemców, powrócił do Warszawy. W getcie warszawskim był nauczycielem i kierownikiem szkoły im. Bera Borochowa przy ul. Nowolipki 68. Był współorganizatorem działającej w szkole kuchni dla dzieci żydowskich. Smolar angażował się również w popularyzowanie wśród dzieci książek w języku jidysz. Współpracował także z grupą Oneg Szabat tworzącą archiwum getta warszawskiego do którego przekazywał materiały. 
Zginął prawdopodobnie krótko po wybuchu powstania w getcie warszawskim. 